# JetBlue Airways
JetBlue Airways — американская бюджетная авиакомпания (лоукост), принадлежащая JetBlue Airways Corporation. 
Главный офис компании находится в Нью-Йорке в районе Квинс, а домашний аэропорт в Международном аэропорту имени Джона Кеннеди. Авиакомпания в основном совершает рейсы в Соединенных Штатах, Карибском бассейне и Мексике, а также на Багамских островах и Бермудских островах. По Skytrax JetBlue имеет самые высокие рейтинги среди авиакомпаний США и является единственной в стране четырёхзвездочной авиакомпанией.

## Направления
По состоянию на  2018 год JetBlue совершает рейсы более чем в 100 пунктов назначения в различных государствах и странах Северной и Южной Америки.

## Флот
В июле 2021 года воздушный флот авиакомпании JetBlue Airways составляли следующие самолёты:

## Происшествия
У JetBlue было несколько инцидентов, связанных с её самолетами, хотя ни один из них не привёл к разрушению самолёта или гибели людей.
Самые известные:
- 21 сентября 2005 года пилоты Airbus A320, выполнявшие рейс 292 из Бербанка в Нью-Йорк обнаружили неисправность передней стойки шасси сразу после взлета. Самолёт провёл три часа в воздухе, чтобы сжечь топливо, а затем совершил аварийную посадку в Международном аэропорту Лос-Анджелеса. Единственные видимые повреждения самолета при посадке — разрушение шасси. Из людей никто не пострадал[5].

- 9 марта 2013 года в международном аэропорту Нью-Йорка самолёт авиакомпании «JetBlue Airways»  столкнулся с самолётом авиакомпании «Air India». Из людей никто не пострадал. Оба самолёта получили повреждения[6].